# Staniątki

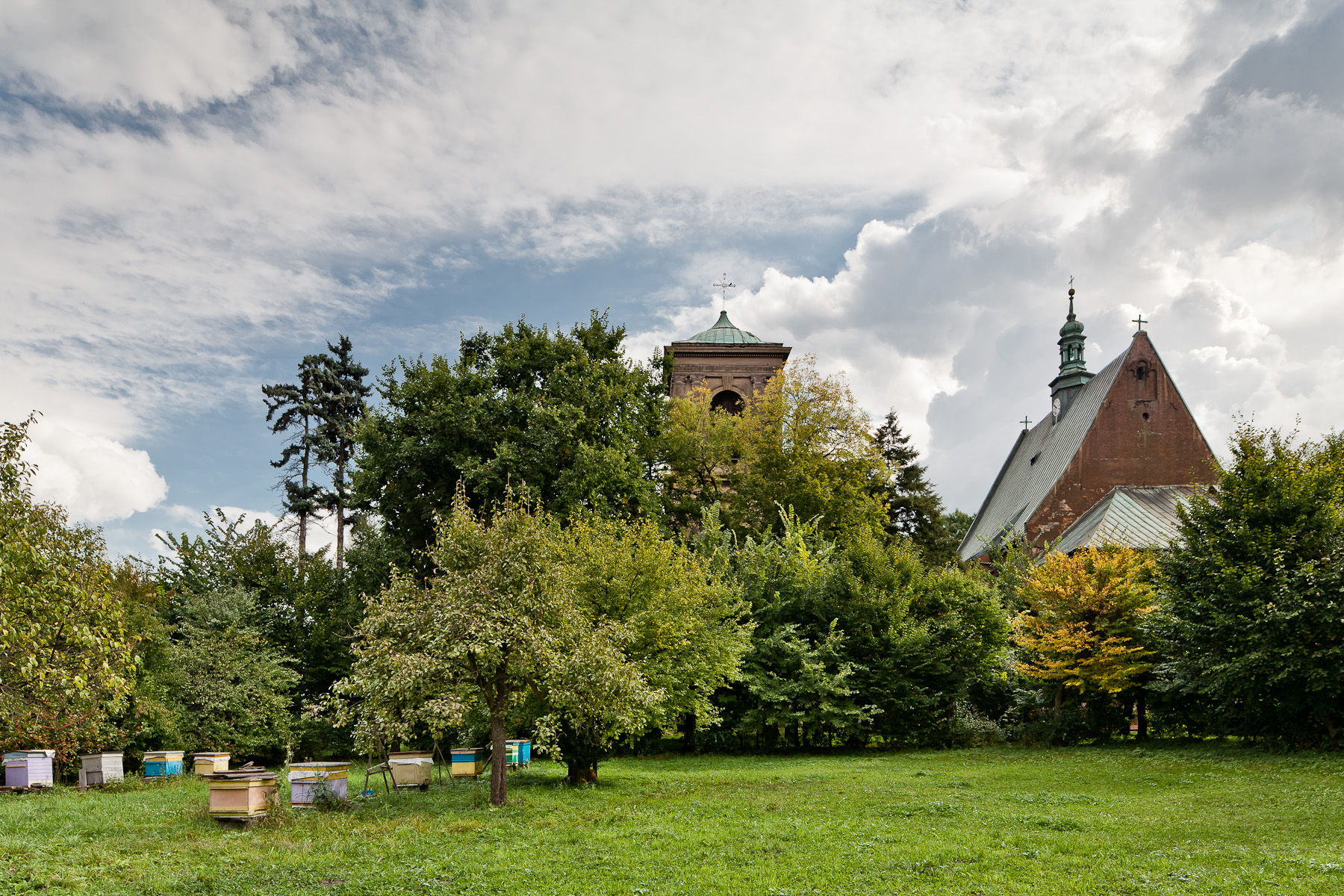
Klasztor i kościół ss. benedyktynek

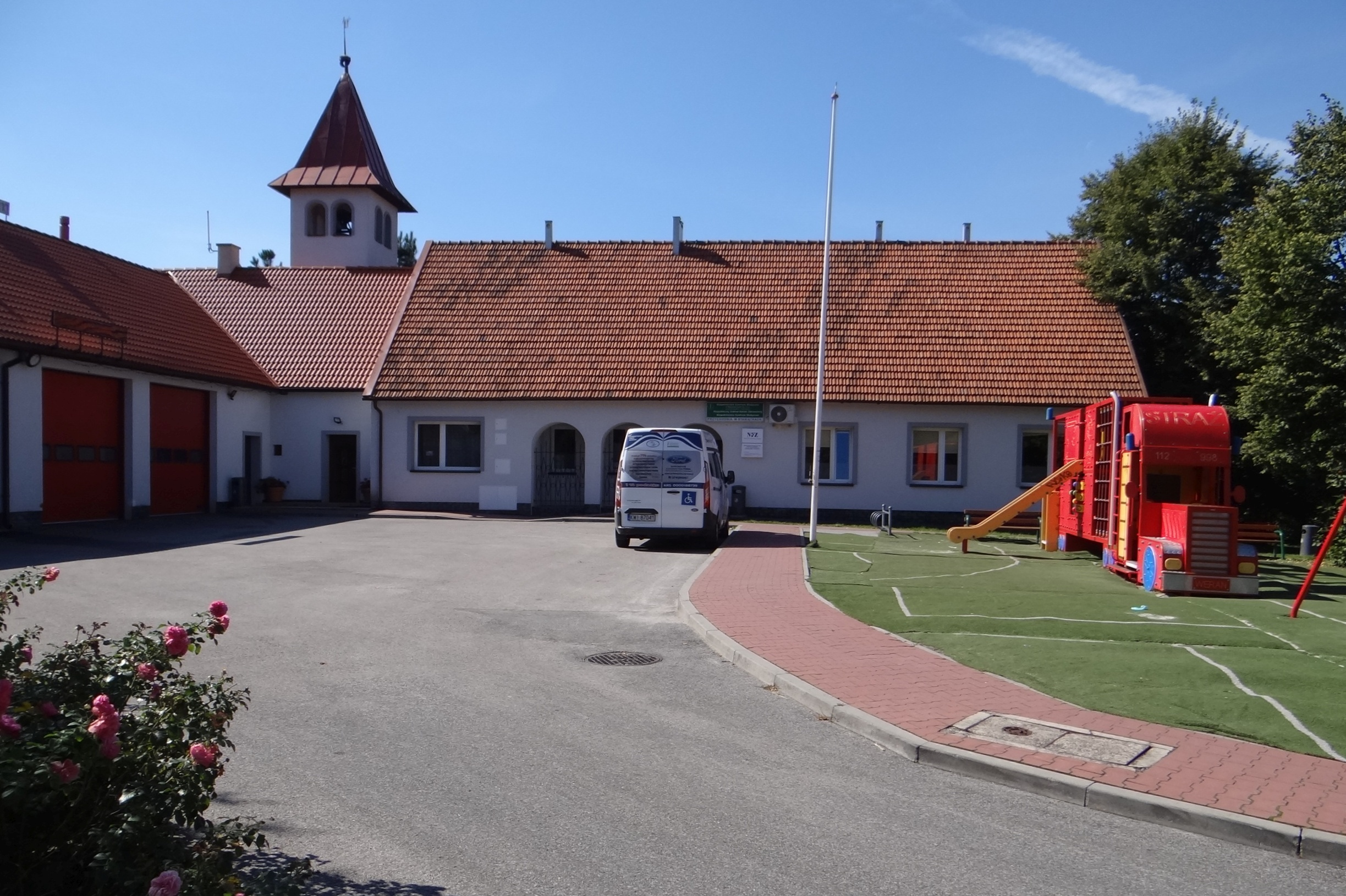
Remiza OSP

Staniątki – wieś w Polsce, położona w województwie małopolskim, w powiecie wielickim, w gminie Niepołomice, 22 km od Krakowa i 5 km na południowy zachód od Niepołomic, w sąsiedztwie Puszczy Niepołomickiej.
Wieś duchowna, własność Opactwa Benedyktynek w Staniątkach położona była w drugiej połowie XVI wieku w powiecie szczyrzyckim województwa krakowskiego.
Dawniej samodzielna wieś i gmina jednostkowa w powiecie bocheńskim. 1 października 1931 do Staniątek włączono zniesione gminy Chrość i Podborze.
W latach 1975–1998 Staniątki położone były w województwie krakowskim.

## Nazwa
Nazwa wsi pochodzi od męskiego imienia dwuczłonowego na Stani-, takiego jak Stanimir, Stanisław czy Stanibor, przekształconego przy użyciu spieszczającego przyrostka -ęta do formy *Stanięta, następnie *Staniątko, która w liczbie mnogiej obok regularnego *Staniątka przybrała postać *Staniątki.

## Integralne części wsi
| SIMC    | Nazwa           | Rodzaj    |
| ------- | --------------- | --------- |
| 0328841 | Błonia          | część wsi |
| 0328858 | Dolne Staniątki | część wsi |
| 0328864 | Górne Staniątki | część wsi |
| 0328870 | Jata            | część wsi |
| 0328887 | Kaganiec        | część wsi |
| 0328893 | Piaski          | część wsi |
| 0328901 | Podborze        | część wsi |
| 0328918 | Podcegielnia    | część wsi |
| 0328924 | Podlas          | część wsi |
| 0328930 | Pożarnica       | część wsi |
| 0328947 | Pustki          | część wsi |

Zobacz też: Chrość

## Historia
Powstanie nazwy wsi legenda wiąże z osobą św. Wojciecha, który w 997 roku miał tamtędy wędrować do Krakowa i dalej do Prus celem nawracania pogan. Zatrzymał orszak na odpoczynek czeskimi słowami: „udielamy tady staniatky”. Ta wersja powstania jest przyjmowana jako prawdziwa i powtarzana przez siostry benedyktynki podczas oprowadzania wycieczek po kościele i muzeum klasztornym.

### Po 1945 roku
Licząca 2000 mieszkańców wieś w 1947 roku zbudowała sieć elektryczną. Została ona całkowicie sfinansowana przez mieszkańców wsi. Koszt wyniósł 1 000 000 złotych i zainstalowano ponad tysiąc lamp. Sieć została poświęcona po nabożeństwie w opactwie Benedyktynek przez proboszcza z Brzezia kanonika Jaworskiego. W 1993 roku w Staniątkach otwarto zakład produkcyjny Coca-Coli. W Staniątkach znajdują się najstarsze polskie opactwo Mniszek Benedyktynek pw. św. Wojciecha a także przystanek kolejowy, przy linii kolejowej nr 91.

## Zabytki
Obiekt wpisany do rejestru zabytków nieruchomych województwa małopolskiego.
- Zespół klasztorny Benedyktynek: kościół pw. NPM i św. Wojciecha, klasztor, dzwonnica, otoczenie w obrębie ogrodzenia.